# كارلوس ألفاريز سانشيز
كارلوس ألفاريز سانشيز (بالإسبانية: Carlos Álvarez Sánchez)‏ (من مواليد 24 أبريل 1986 في أوفييدو) هو لاعب كرة قدم محترف إسباني، يلعب لنادي قادش في مركز المهاجم.

## وصلات خارجية
- كارلوس ألفاريز سانشيز على موقع قاعدة بيانات كرة القدم.إي يو (الإنجليزية)
- كارلوس ألفاريز سانشيز على موقع Soccerway.com (الإنجليزية)
- كارلوس ألفاريز سانشيز على موقع AS.com (الإسبانية)

- BDFutbol profile
- Futbolme profile